# Arquiteto-estrela

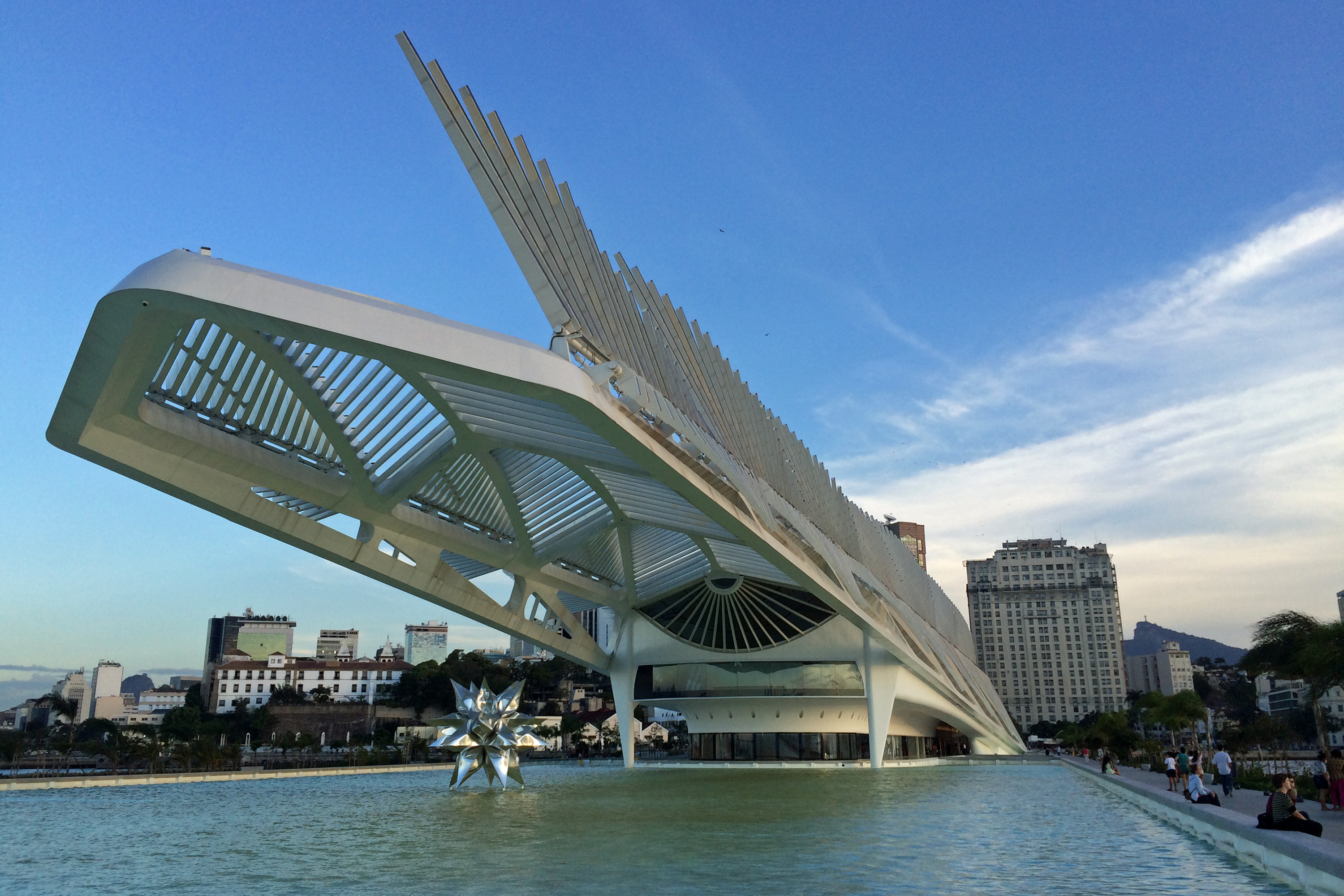
O Museu do Amanhã, projetado pelo arquiteto espanhol Santiago Calatrava no Rio de Janeiro: exemplo de arquitetura icônica feita por um starchitect.

Um arquiteto-estrela - tradução do neologismo anglófono starchitect ou star-chitect, que junta as palavras star (estrela, no sentido de celebridade) e architect (arquiteto) - é um arquiteto cujas fama e elogios da crítica fizerem dele ou dela ídolos do mundo da arquitetura, podendo até mesmo serem famosos entre o público em geral.
O status de celebridade do arquiteto geralmente está associado à novidade vanguardista. Planejadores de todo o mundo muitas vezes tem interesse em contatar arquitetos-estrela na esperança de convencer cidades relutantes a aprovar grandes obras, obter financiamento ou aumentar o valor de seus edifícios. Uma característica fundamental é que a arquitetura dos starchitects é quase sempre "icônica" e muito visível dentro do terreno ou contexto. Como o status depende da visibilidade midiática atual, a perda desta visibilidade implica que os arquitetos podem perder o status de "arquiteto-estrela".
Muitos críticos, porém, consideram o termo pejorativo ou desrespeitoso, visto que os arquitetos-estrela não trabalham sozinhos e muitas vezes criam obras apenas e somente se puderem fazer algo icônico e de apelo popular, seja por solicitação do cliente ou por interesse próprio. O termo tem entre os críticos os próprios arquitetos-estrela, que muitas vezes concordam com algumas das críticas e não gostam de ser chamados dessa forma.

## O Efeito Bilbao
Os edifícios são frequentemente vistos como oportunidades de lucro; portanto, criar "escassez" ou um certo grau de singularidade agrega mais valor ao investimento. O equilíbrio entre funcionalidade e vanguarda influenciou muitos investidores. Por exemplo, o arquiteto John Portman descobriu que a construção de hotéis arranha-céus com vastos átrios - o que ele fez em várias cidades dos EUA durante a década de 1980 - era mais rentável do que maximizar a área útil.
No entanto, foi o surgimento da arquitetura pós-moderna durante o final da década de 1970 e o início da década de 1980 que deu origem à ideia de que o status de estrela na profissão de arquiteto era sobre um vanguardismo ligado à cultura popular - o que, como foi argumentado por críticos pós-modernos como Charles Jencks, tinha sido ridicularizado pelos guardiões da arquitetura modernista. Em resposta, Jencks defendeu a "dupla codificação"; ou seja, que o pós-modernismo poderia ser entendido e desfrutado pelo público em geral e ainda exigir "aprovação crítica". Os arquitetos-estrelas daquele período geralmente construíam pouco ou seus trabalhos mais conhecidos eram "arquiteturas de papel" - esquemas não construídos ou até mesmo construídos, ainda conhecidos através da reprodução frequente em revistas de arquitetura, como os trabalhos de Léon Krier, Michael Graves, Aldo Rossi, Robert A. M. Stern, Hans Hollein e James Stirling. À medida que o pós-modernismo entrou em declínio, suas credenciais de vanguarda também diminuiram devido a suas associações com o vernáculo e o tradicionalismo, e o status de celebridade voltou para a vanguarda modernista.
Mas uma vertente modernista de alta tecnologia persistiu em paralelo com um pós-modernismo formalmente retrógrado; um que frequentemente defendia o "progresso" comemorando, se não expondo, a estrutura e a engenharia de sistemas. Esse virtuosismo tecnológico pode ser descoberto durante esse período na obra de Norman Foster, Renzo Piano e Richard Rogers, os dois últimos projetando o polêmico Centro Pompidou (1977) em Paris, que recebeu elogios internacionais. O que essa chamada arquitetura de alta tecnologia mostrou foi que uma estética industrial - uma arquitetura caracterizada tanto pela dureza urbana quanto pela eficiência de engenharia - tinha apelo popular. Isso também ficou um pouco evidente na chamada arquitetura desconstrutivista, como o emprego de cercas de arame, contraplacado bruto e outros materiais industriais em projetos de arquitetura residencial e comercial. Indiscutivelmente o praticante mais notável nesse sentido, pelo menos na década de 1970, é o agora arquiteto de renome internacional Frank Gehry, cuja casa em Santa Mônica, na Califórnia, possui essas características.

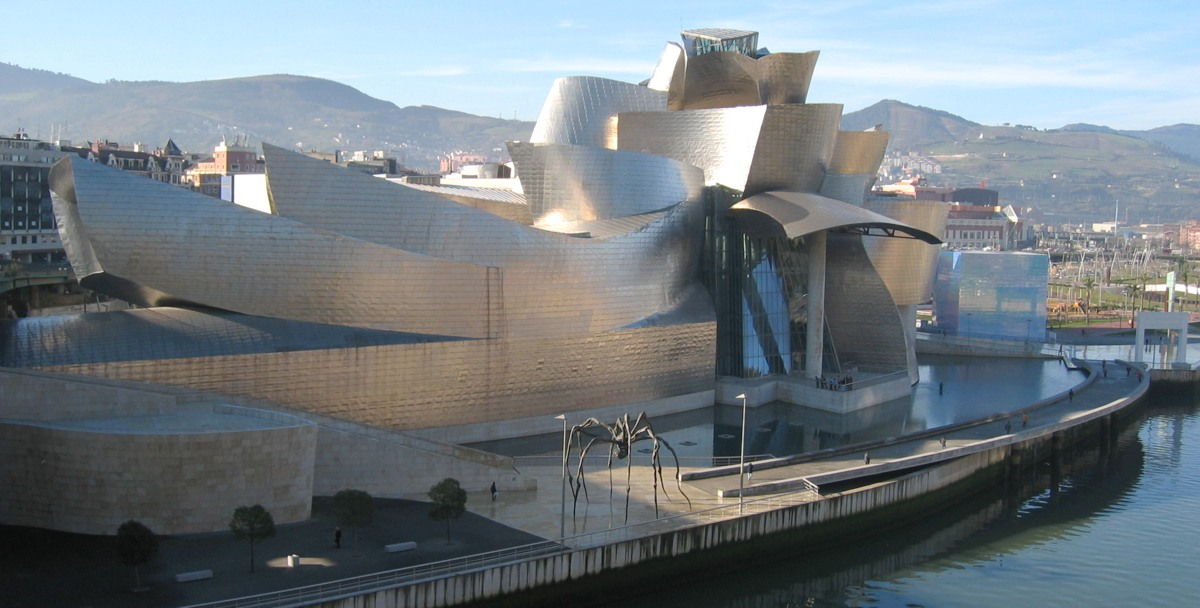
O Museu Guggenheim Bilbao, projetado por Frank Gehry em Bilbao, Espanha: o impacto social, financeiro e cultural do prédio na cidade é a origem do "Efeito Bilbao".

Com a geração urbana a partir da virada do século XX, os economistas preveem que a globalização e os poderes das corporações multinacionais mudariam o equilíbrio de poder dos estados-nação para as cidades individuais, que competiriam com as cidades e cidades vizinhas em outros lugares. indústrias modernas lucrativas e que cada vez mais nas principais cidades da Europa Ocidental e dos EUA não incluíam manufatura. Assim, as cidades começaram a se "reinventar", dando prioridade ao valor dado pela cultura. Municípios e organizações sem fins lucrativos esperam que o uso de um starchitect direcione o público e a renda turística para suas novas instalações. Com o sucesso popular e crítico do Museu Guggenheim em Bilbao, na Espanha, projetado por Frank Gehry, em que uma área degradada de uma cidade em declínio econômico trouxe enorme crescimento financeiro e prestígio, a mídia começa falar sobre o chamado "Efeito Bilbao"; pensava-se que um arquiteto famoso que projetasse um edifício de prestígio fazia toda a diferença na produção de um marco para a cidade. Exemplos semelhantes são o Imperial War Museum North, na Grande Manchester, Reino Unido, projetado por Daniel Libeskind, o Museu de Arte Contemporânea Kiasma, em Helsinque, Finlândia, por Steven Holl, e a Biblioteca Central de Seattle, nos Estados Unidos, pelo OMA.

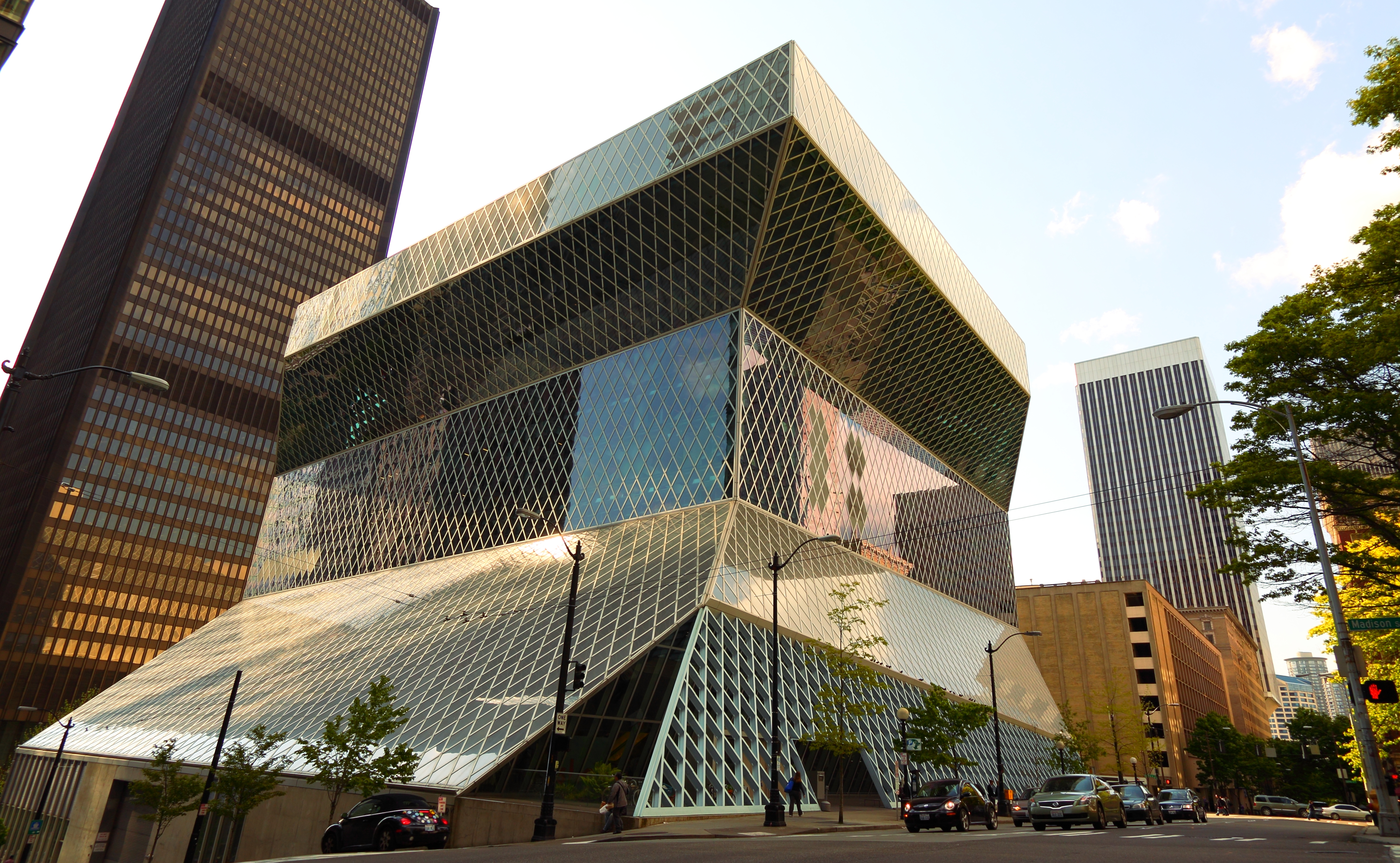
A Biblioteca Central de Seattle, projetada pelo OMA: cidades tem investido em edificios que impressionem: o "fator uau".

A expressão "wow factor architecture" (arquitetura com 'fator uau'), muito usada na gestão de negócios no Reino Unido e nos Estados Unidos, é incerta, mas tem sido amplamente utilizada nesses países para promover edifícios de vanguarda na regeneração urbana desde o final dos anos 90. Ele até assumiu um aspecto mais científico, com dinheiro disponibilizado no Reino Unido para estudar a importância do fator. Em pesquisa realizada na Universidade de Sussex, no Reino Unido, em 2000, as partes interessadas foram solicitadas a considerar o "efeito sobre a mente e os sentidos" de novos projetos. Na tentativa de produzir uma "classificação de prazer" para um determinado edifício, arquitetos, clientes e usuários pretendidos do edifício foram incentivados a perguntar: "O que os transeuntes pensam do edifício?", "Fornece um ponto focal para a comunidade? " Um Indicador de Qualidade do Projeto foi produzido pelo Conselho da Indústria da Construção do Reino Unido, para que os órgãos que encomendam novos edifícios sejam incentivados a considerar se o edifício planejado possui o "fator uau", além das preocupações mais tradicionais de função e custo.
O "fator uau" também foi adotado por críticos de arquitetura como Herbert Mushamp e Nicolai Ouroussof, do The New York Times, que defendem que a cidade precisa ser "radicalmente" remodelada por novas torres. Discutindo o novo arranha-céu espanhol Santiago Calatrava perto da Ponte do Brooklyn, Ouroussof menciona como os apartamentos de Calatrava são concebidos como refúgios urbanos independentes, objetos de prestígio de US$ 30.000.000 para as elites globais: "Se diferirem em espírito das mansões Vanderbilt do passado, é apenas porque prometem ser mais notáveis. São paraísos para os estetas."

## Visão histórica do status dos arquitetos

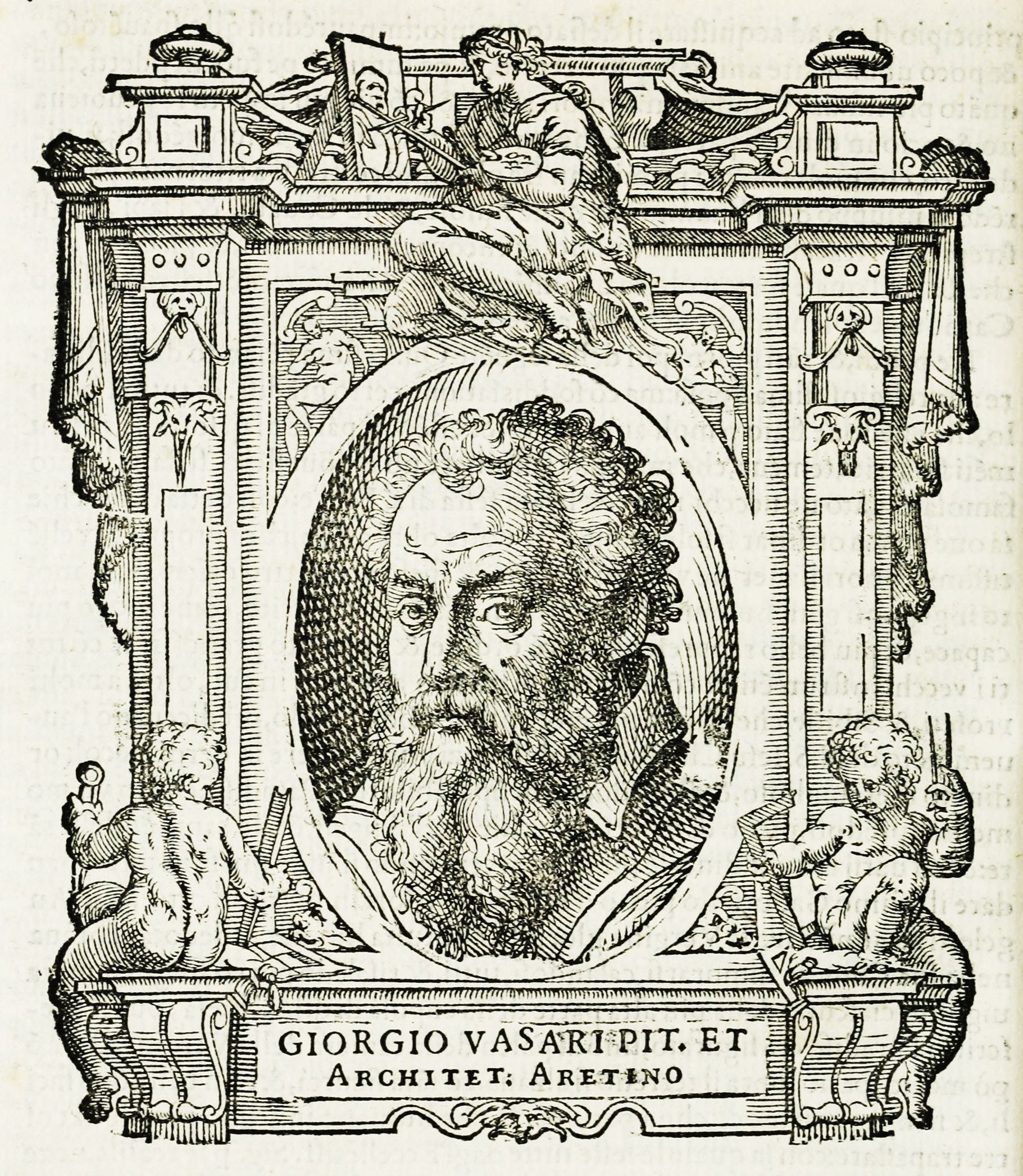
Giorgio Vasari (imagem), em seu livro Le Vite delle più eccellenti pittori, scultori, ed architettori, pode ter feito algo semelhante a mídia moderna em relação a celebridades dos arquitetos.

A noção de dar status de celebridade aos arquitetos não é nova, mas está contida na tendência geral, desde o Renascimento, de dar status aos artistas. Até a era moderna, os artistas da civilização ocidental geralmente trabalhavam sob patrocínio - geralmente a Igreja ou os governantes do estado - e sua reputação poderia se tornar mercantilizada, de modo que seus serviços pudessem ser comprados por diferentes clientes. Um dos primeiros registros de status de celebridade é a monografia do artista e arquiteto Giorgio Vasari, Le Vite delle più eccellenti pittori, scultori, ed architettori (Vidas dos mais excelentes pintores, escultores e arquitetos), publicada pela primeira vez em 1550, registrando o Renascimento em seu florescimento. O próprio Vasari estava sob o patrocínio do Grão-Duque Cosimo I de Medici, e até favoreceu arquitetos da cidade em que residia, Florença, atribuindo a eles inovação, enquanto mal mencionava outras cidades ou locais mais distantes. A importância do livro de Vasari estava na capacidade de consolidar reputação e status sem que as pessoas realmente precisassem ver os trabalhos descritos. O desenvolvimento da mídia tem, portanto, sido igualmente de importância central para as celebridades arquitetônicas como outras esferas da vida.

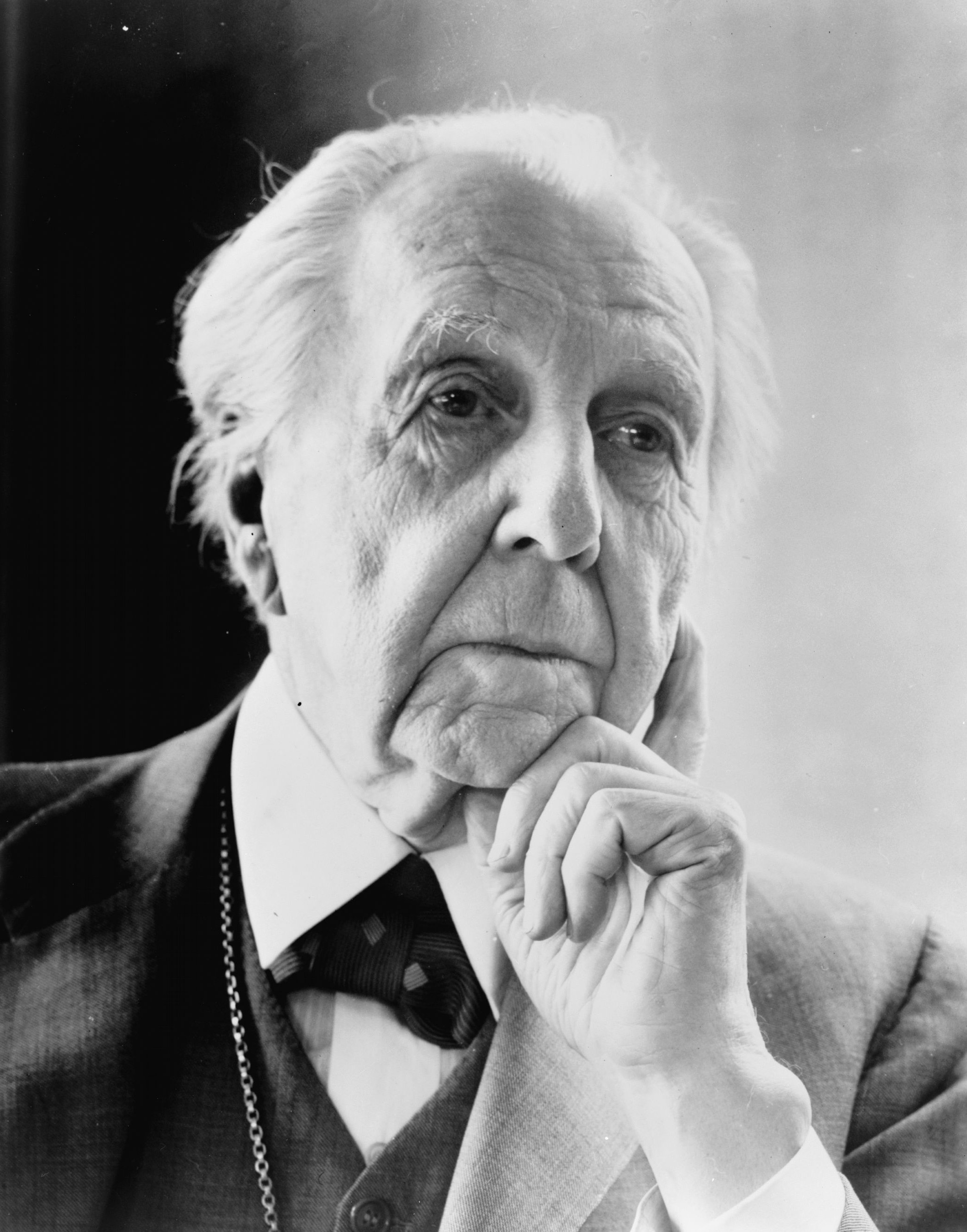
Frank Lloyd Wright já tinha status de celebridade e reconhecimento durante sua vida.

Enquanto o status decorrente do patrocínio da Igreja e do Estado continuou com a ascensão do Iluminismo e do capitalismo - por exemplo, a posição do arquiteto Christopher Wren com o patrocínio da Coroa Britânica, de Londres, da Igreja Anglicana e de Oxford durante o século XVII - houve uma expansão nos serviços artísticos e arquitetônicos disponíveis, cada um competindo por comissões com o crescimento da indústria e da classe média. Os arquitetos, no entanto, permaneceram essencialmente servos de seus clientes: enquanto o romantismo e o modernismo nas outras artes incentivavam o individualismo, o progresso na arquitetura era voltado principalmente para melhorias no desempenho dos edifícios (padrões de conforto), engenharia e desenvolvimento de novas tipologias de edifícios (por exemplo, fábricas, estações ferroviárias e aeroportos posteriores) e benevolência pública (os problemas de urbanização, "habitação pública", superlotação etc.), permitindo que alguns arquitetos se preocupem com a arquitetura como uma arte autônoma (como floresceu com a ascensão da art nouveau e art déco). Os astros da arquitetura moderna, como Le Corbusier, eram vistos como heroicos por gerar teorias sobre como a arquitetura deveria se preocupar com o desenvolvimento da sociedade.
Essa publicidade também chegou à imprensa: na era pós-guerra, a revista Time ocasionalmente apresentava arquitetos em sua capa - por exemplo, além de Le Corbusier, Eero Saarinen, Frank Lloyd Wright e Ludwig Mies van der Rohe. Nos últimos tempos, a revista Time também teve Philip Johnson, Peter Eisenman, Rem Koolhaas e Zaha Hadid. Eero Saarinen é um caso particularmente interessante porque se especializou em construir sede para empresas estadunidenses de prestígio, como General Motors, CBS e IBM, e essas empresas usaram a arquitetura para promover suas imagens corporativas: por exemplo, durante a década de 1950, a GM frequentemente fotografava suas novas modelos de carros em frente à sua sede no Michigan.
As empresas continuaram a entender o valor de trazer starchitects para projetar seus principais edifícios. Por exemplo, a Vitra é bem conhecida pelas obras de arquitetos notáveis que compõem suas instalações em Weil am Rhein, na Alemanha; incluindo Zaha Hadid, Tadao Ando, SANAA, Herzog & de Meuron, Álvaro Siza e Frank Gehry - este último projetou o museu dedicado ao design mantido pela empresa; e a Prada chamou Rem Koolhaas para projetar suas principais lojas em Nova Iorque e Los Angeles. No entanto, ao longo da história, o maior prestígio veio com o design de prédios públicos - casas de ópera, bibliotecas, prefeituras e, especialmente, museus, frequentemente chamados de "novas catedrais" de nossos tempos.

## Prêmios e consolidação da reputação
Embora existam poucos arquitetos bem conhecidos do público em geral, os arquitetos-estrela são aclamados por seus colegas profissionais e pela mídia. Esse status é marcado não apenas por comissões de prestígio, mas também por prêmios. Por exemplo, o Prêmio Pritzker, concedido desde 1979, que é muitas vezes mencionado como o equivalente a um Prêmio Nobel para a arquitetura.
Em seu livro de 1979, Architecture and its Interpretation, Juan Pablo Bonta apresentou uma teoria sobre como edifícios e arquitetos alcançam status canônico. Ele argumentou que um edifício e seu arquiteto alcançam status icônico ou canônico após um período em que vários críticos e historiadores constroem uma interpretação que se torna inquestionável por um período significativo. Se o próprio texto receber status canônico, o status do arquiteto será endossado. Por exemplo, na primeira edição do livro de Siegfried Giedion, Space Time and Architecture (1949), o arquiteto finlandês Alvar Aalto não foi mencionado. Na segunda edição, ele recebeu mais atenção do que qualquer outro arquiteto, incluindo Le Corbusier, que até então era considerado o arquiteto modernista mais importante.
Entretanto, pode se interpretar que existe uma diferença entre o status canônico e o "arquiteto-estrela": como a visibilidade atual da mídia é um fator, starchitect é usado apenas para descrever os arquitetos em prática no momento. Assim, arquitetos falecidos, por exemplo, não são mais starchitects, embora possam ter sido.

## Críticas
O trabalho dos arquitetos-estrela, apesar de geralmente popular, nem sempre agrada. Críticos como Witold Rybczynski e Allison Arieff criticam os arquitetos-estrela por desconheceram as cidades onde suas obras serão construídas e assim projetarem edifícios sem preocupação com o entorno, apenas com a plasticidade e iconicidade, e também a própria questão do status, visto que é sabido que uma grande equipe trabalha nos projetos, e não apenas uma única figura que leva a fama.
Arquitetos, críticos e os próprios arquitetos-estrela, muitas vezes, não gostam do termo e da fama dele. Stephan Jaklitsch, em uma carta ao ArchDaily, mais popular site dedicado a arquitetura, pede que o termo deixe de ser usado, criticando o culto à celebridade que permeia a cultura ocidental num geral. Ele diz que o termo "mina o discurso sério sobre arquitetura e urbanismo" e que "é um termo desleixado e depreciativo que é um insulto aos arquitetos descritos e à profissão em geral."  Frank Gehry já mencionou, em uma entrevista, que não gosta de ser chamado assim: segundo ele "os jornalistas inventaram (o termo starchitect) e agora eles usam isso para nos condenar", em referência as críticas as suas arquiteturas icônicas.

## Arquitetos-estrela atuais
- Frank Gehry
- Álvaro Siza Vieira
- Massimiliano Fuksas
- Kazuyo Sejima e Ryue Nishizawa
- Sou Fujimoto
- David Childs
- Tadao Ando
- Norman Foster
- Jeanne Gang
- Nicholas Grimshaw
- Steven Holl
- Toyo Ito

- Rem Koolhaas

- Daniel Libeskind
- Greg Lynn
- Winy Maas
- Thom Mayne
- Richard Meier
- Herzog & de Meuron
- João Luís Carrilho da Graça
- Rafael Moneo
- Jean Nouvel
- Renzo Piano
- Eduardo Souto de Moura
- Santiago Calatrava
- William Pedersen
- César Pelli
- Christian de Portzamparc
- Joshua Prince-Ramus
- Wolf D. Prix
- Robert Stern
- Richard Rogers
- Bernard Tschumi
- Rafael Viñoly
- Peter Zumthor
- Bjarke Ingels

## Ex-arquitetos-estrela
- Josef Hoffmann
- Mimar Sinan
- Le Corbusier
- Mario Botta
- Peter Eisenman
- Michael Graves
- Muzharul Islam
- Philip Johnson
- Ludwig Mies van der Rohe
- Oscar Niemeyer
- Kevin Roche
- Denise Scott Brown
- Eero Saarinen
- Robert Venturi
- Frank Lloyd Wright

- Zaha Hadid
- Gae Aulenti
- I.M. Pei